# Замок Беллішеннон

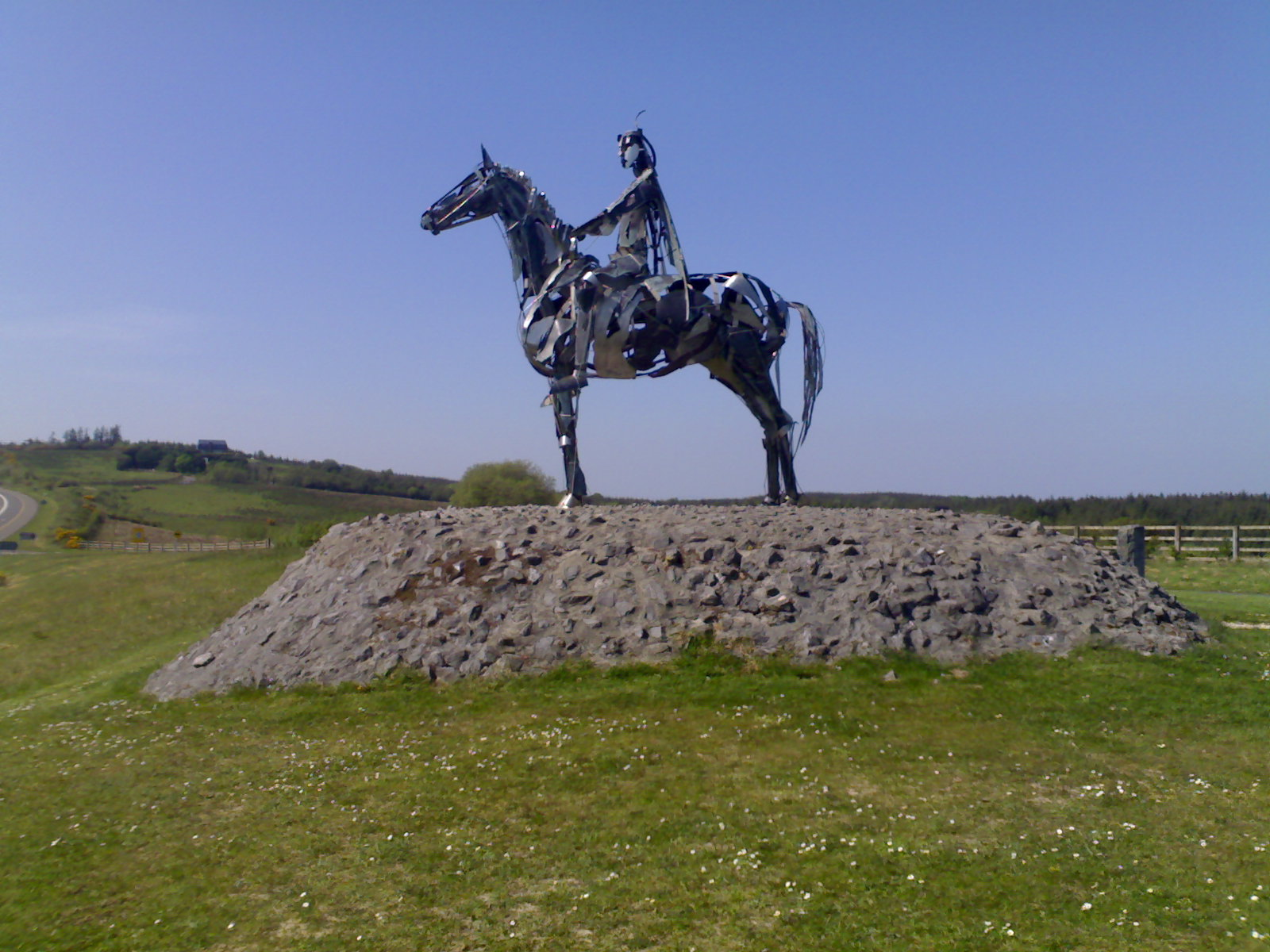
«Ірландський вершник» — пам'ятник вождю клану О'Доннелл — Х'ю Роу О'Доннеллу.

Замок Беллішеннон (англ. Ballyshannon Castle) — один із замків Ірландії, стояв в нинішньому графстві Донегол. Замок сторіччями був твердинею клану О'Доннелл. Замок був одним із центрів останнього незалежного ірландського королівства Тір Конайлл (Тірконалл). Нині від замку не лиширось навіть руїн.

## Історія замку Беллішеннон
Замок Беллішеннон збудував у 1423 році Ніалл Гарв О Домнайлл (ірл. Niall Garbh Ó Domhnaill) на місці більш давнього укріплення, для того щоб контролювати брід через річку Ерн. Замок був захоплений і розграбований королем Тірону (королівства (Тір Еогайн) Конном Бакахом О'Нейллом (ірл. Conn Bacach O'Neill) у 1522 році. Армія сера Кон'єрза Кліффода (ірл. Sir Conyers Clifford) була відбита армією Х'ю Роу О'Доннелла після того, як замок був обложений протягом трьох днів під час битви під Беллішеннон в 1597 році. Після того як останнє королівство Ірландії та клан О'Доннелл були розгромлені у 1606 році, замок Беллішеннон був переданий Генрі Фоллю.
Замок остаточно був зруйнований в 1720 році і на його місці була збудована кавалерійська казарма британської армії. До початку ХХ століття, місце, де стояв колись славний замок було перетворене на ринок, де продавали сільськогосподарську продукцію.